# Veľké Hoste
Veľké Hoste (Hongaars: Nagyvendég) is een Slowaakse gemeente in de regio Trenčín, en maakt deel uit van het district Bánovce nad Bebravou.
Veľké Hoste telt 562 inwoners.